# Sinan Pasza
Sinanüddin Jusuf Pasza a dla Europejczyków Sinan Pasza, (zm. 21 grudnia 1553) był kapudanem paszą (admirałem) osmańskiej floty przez okres około czterech lat od 1550 do końca 1553, za panowania Sulejmana Wspaniałego. Poprzednik na tym stanowisku Pijala Paszy; brat wielkiego wezyra Damat Rüstema, zięcia sułtana Sulejmana.
Sinan Pasza i Turgut Reis współpracowali podczas kulku ekspedycji w basenie Morza Śródziemnego, głównie u wybrzeży Włoch i Afryki Północnej. Sinan nie był tak doświadczony w sprawach morskich jak Turgut, który był jednym z najznamienitszych dowódców tureckiej floty, co często doprowadzało do spięć między nimi. Wkrótce po zdobyciu Trypolisu w roku 1551, cała flota osmańska zostawiła Sinana na brzegu i podążyła za Turgutem wyprawiającym się właśnie na Morze Tyrreńskie. Dowódcy okrętów oznajmili, że chcą służyć wyłącznie pod rozkazami Turguta. Jednak Turgut Reis, uznawszy, że może być to potraktowane jako bunt i zdrada, kazał im zawrócić i podporządkować się rozkazom Sinana.
Zaniepokojony sytuacją, ale będący pod wrażeniem dowódczych talentów Turguta, sułtan Sulejman kazał Sinanowi "robić wszystko, co Turgut powie". Większość żeglarzy tureckiej tamtych czasów była przekonana, że Turgutowi należy się stanowisko Sinana.
Sinan pasza zmarł 21 grudnia 1553 w swoim pałacu mieszczącym się przy dzisiejszym placu Sultanahmet w Stambule, a pochowany został w ogrodach sułtańskiego meczetu w dzielnicy Üsküdar, dziele znanego architekta osmańskiego Mimara Sinana. 
Sinan Pasza sfinansował budowę w Stambule, w dzielnicy Beşiktaş meczet własnego imienia, w którym chciał być pochowany, ale ten w chwili śmierci admirała nie był jeszcze gotowy. Mimo że miał dwie córki i syna, Sinan przekazał w testamencie całą swą fortunę sułtance Mihrimah, córce Sulejmana Wspaniałego i żonie własnego brata, wielkiego wezyra Rüstema.